# Alīleh Sar
Alīleh Sar (persiska: عَليلَهسَر, اليله سر, ‘Alīlahsar) är en ort i Iran.   Den ligger i provinsen Ardabil, i den nordvästra delen av landet, 500 km nordväst om huvudstaden Teheran. Alīleh Sar ligger 1 131 meter över havet och antalet invånare är 169.
Terrängen runt Alīleh Sar är lite bergig. Runt Alīleh Sar är det ganska tätbefolkat, med 70 invånare per kvadratkilometer. Närmaste större samhälle är Germī, 11,6 km väster om Alīleh Sar. Trakten runt Alīleh Sar består till största delen av jordbruksmark.